# Campionato Italiano Rally 2020
Il Campionato Italiano Rally 2020 si snoda su 6 gare distribuite su tutto il territorio nazionale.

## Regolamento CIR 2020 (post COVID-19)
La Federazione ACI Sport  ha provveduto a rimodulare i nuovi Regolamenti di Settore 2020, con aggiornamenti per il format del CIR, in conseguenza all’emergenza epidemiologica da COVID-19. Ogni regolamento è stato necessariamente subordinato al protocollo sanitario emanato da ACI e alle disposizioni governative riguardanti la stessa situazione di emergenza.
I Rally CIR in asfalto si dovranno svolgere in una unica tappa, di almeno 6 prove speciali di cui tre diverse tra loro, per una lunghezza tra gli 80 ed i 100 Km. con una tolleranza del 5% per il limite massimo.
I Rally CIR in terra si dovranno svolgere in una unica tappa, di almeno 6 prove speciali di cui tre diverse tra loro, per una lunghezza tra gli 70 ed i 100 Km. con una tolleranza del 5% per il limite massimo.

## Il calendario[2]
| Tappa | Data              | Rally                                | Sede Rally      | Validità    | Vincitore          |
| ----- | ----------------- | ------------------------------------ | --------------- | ----------- | ------------------ |
| 1     | 24 - 26 luglio    | Rally di Roma Capitale               | Roma            | CIR/2RM/JUN | Giandomenico Basso |
| 2     | 21 - 22 agosto    | Rally del Ciocco e Valle del Serchio | Forte dei Marmi | CIR/2RM     | Andrea Crugnola    |
| 3     | 11 - 12 settembre | Rally Targa Florio                   | Palermo         | CIR/2RM     | Andrea Crugnola    |
| 4     | 2 - 3 ottobre     | Rally di Sanremo                     | Sanremo         | CIR/2RM/JUN | ANNULLATA.         |
| 5     | 22 - 24 ottobre   | Rally Due Valli                      | Verona          | CIR/JUN     | Jari Huttunen      |
| 6     | 19 - 21 novembre  | Tuscan Rewind                        | Montalcino      | CIR/2RM/JUN | Marco Bulacia      |

### Classifica campionato piloti assoluta
Classifiche aggiornate al 23 novembre 2020.
| Pos | Pilota              | RCT  | CIO  | TFL  | SRE | DVL  | TUS  | Punti |
| --- | ------------------- | ---- | ---- | ---- | --- | ---- | ---- | ----- |
| 1   | Andrea Crugnola     | 15   | 15   | 15   | C   | Rit. | 22,5 | 67,5  |
| 2   | Giandomenico Basso  | 27   | 12   | 10   | C   | Rit. | Rit. | 49    |
| 3   | Marco Signor        | 10   | 6    | 5    | C   | 10   | 9    | 40    |
| 4   | Stefano Albertini   | NP   | 10   | 12   | C   | 12   | NP   | 34    |
| 5   | Alessandro Re       | 14   | 8    | 3    | C   | 5    | NP   | 30    |
| 6   | Umberto Scandola    | 10   | NP   | NP   | C   | 15   | NP   | 25    |
| 7   | Rudy Michelini      | 20   | 4    | Rit. | C   | Rit. | NP   | 24    |
| 8   | Antonio Rusce       | 14   | 2    | 0    | C   | 6    | NP   | 22    |
| 9   | Alberto Battistolli | 3    | NP   | NP   | C   | NP   | 18   | 21    |
| 10  | Luca Bottarelli     | 9    | Rit. | NP   | C   | 8    | NP   | 17    |
| 11  | Enrico Oldrati      | NP   | NP   | NP   | C   | NP   | 15   | 15    |
| 12  | Emil Lindholm       | NP   | NP   | NP   | C   | NP   | 12   | 12    |
| 12  | Alessio Profeta     | 5    | Rit. | 4    | C   | 3    | Rit. | 12    |
| 14  | Ivan Ferrarotti     | 4    | 0    | 1    | C   | 4    | NP   | 9     |
| 15  | Marco Pollara       | 0    | NP   | 8    | C   | NP   | NP   | 8     |
| 15  | Paolo Andreucci     | NP   | 0    | 0    | C   | 2    | 6    | 8     |
| 17  | Giacomo Scattolon   | Rit. | 5    | 0    | C   | NP   | 7,5  | 12,5  |
| 18  | Salvatore Riolo     | NP   | NP   | 6    | C   | NP   | NP   | 6     |
| 19  | Tommaso Ciuffi      | NP   | 3    | 2    | C   | NP   | NP   | 5     |
| 20  | Andrea Mazzocchi    | 0    | 0    | 0    | C   | 0    | 4,5  | 4,5   |
| 21  | Giorgio Cogni       | 0    | 0    | 0    | C   | Rit. | 3    | 3     |
| 22  | Mattia Vita         | 0    | 0    | 0    | C   | 0    | 1,5  | 1,5   |
| 23  | Daniele Campanaro   | 0    | 0    | 0    | C   | 1    | NP   | 1     |
| 23  | Gianluca Tosi       | NP   | 1    | NP   | C   | NP   | NP   | 1     |
| 23  | Paolo Menegatti     | 1    | NP   | NP   | C   | NP   | NP   | 1     |
| Pos | Pilota              | RCT  | CIO  | TFL  | SRE | DVL  | TUS  | Punti |

| Colore  | Risultato                |
| ------- | ------------------------ |
| Oro     | Vincitore                |
| Argento | 2º posto                 |
| Bronzo  | 3º posto                 |
| Verde   | Finito a punti           |
| Blu     | Finito senza punti       |
| Blu     | Non classificato (NC)    |
| Viola   | Ritirato (Rit)           |
| Nero    | Squalificato (SQ)        |
| Nero    | Escluso (ES)             |
| Bianco  | Non ha gareggiato        |
| Bianco  | Iscrizione ritirata (WD) |
| Bianco  | Non partito (NP)         |
| Bianco  | Gara cancellata (C)      |

### Classifica campionato Costruttori assoluta
| Pos | Costruttore | RCT | CIO | TFL | SRE | DVL | TUS  | Punti |
| --- | ----------- | --- | --- | --- | --- | --- | ---- | ----- |
| 1   | Škoda       | 14  | 15  | 20  | C   | 20  | 33   | 102   |
| 2   | Citroën     | 44  | 17  | 15  | C   | 0   | 22,5 | 98,5  |
| 3   | Volkswagen  | 42  | 20  | 15  | C   | 10  | 9    | 96    |
| 4   | Hyundai     | 16  | 0   | 0   | C   | 15  | 0    | 31    |
| 5   | Ford        | 0   | 0   | 0   | C   | 1   | 7,5  | 8,5   |
| 6   | Peugeot     | 0   | 0   | 0   | C   | 2   | 6    | 8     |
| Pos | Costruttore | RCT | CIO | TFL | SRE | DVL | TUS  | Punti |